# Eduard van Norwich
Eduard van Norwich (Kings Langley, ca. 1373 - Azincourt, 25 oktober 1415) was de tweede hertog van York en was een kleinzoon van koning Eduard III van Engeland. Zijn achternaam van "Van Norwich" is afkomstig uit de Franse kronieken waarin hij "de Norwik" werd genoemd.

## Biografie
Eduard van Norwich werd geboren als de oudste zoon van Edmund van Langley en zijn eerste vrouw Isabel van Castilië. Op de dag van de kroning van zijn neef Richard II werd hij geridderd en tien jaar later, in 1387, werd hij een ridder in de Orde van de Kousenband. Drie jaar later werd hij door de koning benoemd tot graaf van Rutland en 1391 volgde de benoeming als admiraal over de noordelijke vloot. Hij had in 1397 ook een belangrijke rol in de gevangenname van zijn oom Thomas van Woodstock en werd later ook beschuldigd van diens dood. Een beschuldiging die hij ontkende. Vanwege zijn belangrijke rol aan het hof van Richard II werd Eduard in 1399 na de machtsovername van Hendrik IV gevangengezet in Windsor Castle.
Zijn periode in de gevangenis was maar van korte duur want in december 1399 kreeg hij een positie aan het hof van de nieuwe koning. Na de dood van zijn vader in 1402 werd Eduard van Norwich de nieuwe hertog van York. Door zijn minieme betrokkenheid bij de ontvoering van Edmund Mortimer werd hij voor enige weken gevangengezet in Pevensey Castle. In 1412 was hij in Frankrijk om daar de zaak van de Armagnacs te behartigen. Na de troonsbestijging van Hendrik V keerde hij terug naar Engeland voor korte tijd. Toen hij terugkeerde naar Frankrijk vocht hij mee in het Beleg van Harfleur. Vervolgens voerde hij de rechtervleugel aan van het Engelse leger tijdens de Slag bij Azincourt waar hij sneuvelde tijdens het redden van het leven van zijn koning.

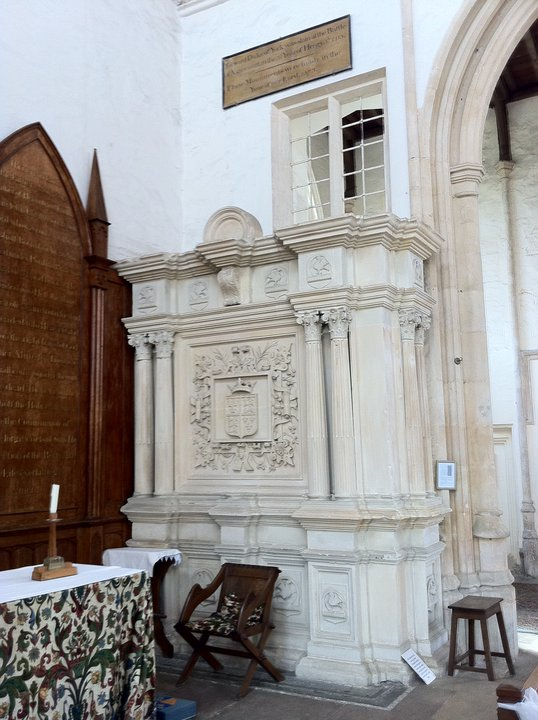
Het grafmonument van Eduard van Norwich in de kerk van Fortheringhay.

Het lichaam van Eduard van Norwich werd naar Engeland gebracht en begraven in de kerk van Fotheringhay. Het monument in de kerk ter ere van hem is opgericht door koningin Elisabeth I. Hij werd als hertog van York opgevolgd door zijn neef Richard van York.

## Huwelijksleven
In 1381 huwde Eduard met Beatrix van Portugal, de dochter van koning Ferdinand I van Portugal. Het huwelijk werd later geannuleerd door een pauselijke dispensatie en trouwde zij met Johan I van Castilië. Vervolgens huwde hij op 7 oktober 1398 met Filippa de Mohun, dochter van John de Mohun, baron van Dunster. Zij was al twee keer eerder getrouwd geweest en bij geen van haar echtgenoten had ze kinderen gekregen en ook haar huwelijk met Eduard bleef kinderloos.

## Shakespeare
Eduard van Norwich is een belangrijk personage in het toneelstuk Richard II van William Shakespeare. Zijn dood in de slag bij Azincourt wordt opgevoerd in het toneelstuk Hendrik V

## Voorouders
| Voorouders van Eduard van Norwich | Voorouders van Eduard van Norwich                                             | Voorouders van Eduard van Norwich                                             | Voorouders van Eduard van Norwich                                             | Voorouders van Eduard van Norwich                                             | Voorouders van Eduard van Norwich                                        | Voorouders van Eduard van Norwich                                        | Voorouders van Eduard van Norwich                                 | Voorouders van Eduard van Norwich                                 |
| --------------------------------- | ----------------------------------------------------------------------------- | ----------------------------------------------------------------------------- | ----------------------------------------------------------------------------- | ----------------------------------------------------------------------------- | ------------------------------------------------------------------------ | ------------------------------------------------------------------------ | ----------------------------------------------------------------- | ----------------------------------------------------------------- |
| Overgrootouders                   | Eduard II van Engeland (1284-1327) ∞ 1308 Isabella van Frankrijk (1292-1258)  | Eduard II van Engeland (1284-1327) ∞ 1308 Isabella van Frankrijk (1292-1258)  | Willem III van Holland (1287-1337) ∞ 1305 Johanna van Valois (1294-1352)      | Willem III van Holland (1287-1337) ∞ 1305 Johanna van Valois (1294-1352)      | Alfons XI van Castilië (1311–1350) ∞ 1270 Maria van Portugal (1313-1357) | Alfons XI van Castilië (1311–1350) ∞ 1270 Maria van Portugal (1313-1357) | Juan García de Padilla (-) ∞ María González de Henestrosa (-1356) | Juan García de Padilla (-) ∞ María González de Henestrosa (-1356) |
| Grootouders                       | Eduard III van Engeland (1312-1377) ∞ 1328 Filippa van Henegouwen (1314-1369) | Eduard III van Engeland (1312-1377) ∞ 1328 Filippa van Henegouwen (1314-1369) | Eduard III van Engeland (1312-1377) ∞ 1328 Filippa van Henegouwen (1314-1369) | Eduard III van Engeland (1312-1377) ∞ 1328 Filippa van Henegouwen (1314-1369) | Peter I van Castilië (1334-1369) ∞ María van Padilla (1334-1361)         | Peter I van Castilië (1334-1369) ∞ María van Padilla (1334-1361)         | Peter I van Castilië (1334-1369) ∞ María van Padilla (1334-1361)  | Peter I van Castilië (1334-1369) ∞ María van Padilla (1334-1361)  |
| Ouders                            | Edmund van Langley (1341-1402) ∞ Isabel van Castilië (1355-1392)              | Edmund van Langley (1341-1402) ∞ Isabel van Castilië (1355-1392)              | Edmund van Langley (1341-1402) ∞ Isabel van Castilië (1355-1392)              | Edmund van Langley (1341-1402) ∞ Isabel van Castilië (1355-1392)              | Edmund van Langley (1341-1402) ∞ Isabel van Castilië (1355-1392)         | Edmund van Langley (1341-1402) ∞ Isabel van Castilië (1355-1392)         | Edmund van Langley (1341-1402) ∞ Isabel van Castilië (1355-1392)  | Edmund van Langley (1341-1402) ∞ Isabel van Castilië (1355-1392)  |
| Eduard van Norwich (1373-1415)    |                                                                               |                                                                               |                                                                               |                                                                               |                                                                          |                                                                          |                                                                   |                                                                   |

- Gemeinsame Normdatei: 1059831724
- International Standard Name Identifier: 0000 0000 4120 6356
- Library of Congress Control Number: n2005073393
- Nationale Bibliotheek van Tsjechië: mub2018984633
- Nationale Bibliotheek van Israël: 987007461657705171
- Système universitaire de documentation: 113129211
- Virtual International Authority File: 46174144
- WorldCat: E39PBJrGtFRyJ8Mpv6CBf6txjC